# Pothyne lanshuensis
Pothyne lanshuensis är en skalbaggsart som beskrevs av Hayashi 1978. Pothyne lanshuensis ingår i släktet Pothyne och familjen långhorningar.
Artens utbredningsområde är Taiwan. Inga underarter finns listade i Catalogue of Life.